# Edmond Tiersot
Pour les articles homonymes, voir Tiersot.
Edmond Tiersot, né le 29 août 1822 à Bourg-en-Bresse (Ain) et mort le 21 janvier 1883 à Paris, est un médecin et homme politique français.

## Biographie
Médecin à Bourg-en-Bresse en 1850, il est un opposant au second Empire. Il devient adjoint au maire de Bourg-en-Bresse après le 4 septembre 1870. Il est élu député de l'Ain aux élections complémentaires du 2 juillet 1871 et siège à l'Union républicaine. Il est réélu en 1876, 1877 et 1881. Il est l'un des 363 qui refusent la confiance au gouvernement de Broglie, le 16 mai 1877.
Il est le père de Julien Tiersot.

### Sources
- « Edmond Tiersot », dans Adolphe Robert et Gaston Cougny, Dictionnaire des parlementaires français, Edgar Bourloton, 1889-1891 [détail de l’édition]